# Трансмедикалізм
Трансмедикалізм, або трансмедичність — це ідея, згідно з якою трансґендерність або транссексуальність залежать від того, що ви відчуваєте ґендерну дисфорію або чи потребуєте ви медичного лікування для переходу. Трансмедикалісти вважають, що особи, які ідентифікують себе як трансґендери, але не відчувають ґендерної дисфорії та не мають бажання проходити медичний перехід — за допомогою таких методів, як замісна гормональна терапія чи операція корекції статі — не є справжніми трансґендерними особами.
Трансмедикалістів іноді називають трансмедами (transmeds) та трускамами (truscum), термін, введений користувачами веб-сайту мікроблогів Tumblr, що означає «справжня транссексуальна погань» (true transsexual scum), який самі трансмедикалісти почали іронічно використовувати у відношенні до себе. Також існують терміни для тих, хто вважає, що ґендерна дисфорія не є обов’язковою для того, щоб бути трансґендером - транстрендер (transtrender) або тук'ют (tucute), що означає «занадто милий, щоб бути цисґендером» (too cute to be cisgender.).
Критика трансмедичного сприйняття ґендеру широка та різноманітна. Багато хто може розглядати трансмедикалізм як подібний до медичної моделі інвалідності в тому, що він медикалізує атрибут, який містить як медичні, так і соціальні компоненти.